# Sandra Freund
Lassar Sandra Elsa Violet Freund, född 14 september 2003, är en svensk konstsimmare. Hon tävlar för SK Neptun.

## Karriär
Vid SM 2021 i Jönköping tog Freund silver i det fria soloprogrammet bakom Clara Ternström. Vid SM 2022 i Stockholm tog hon silver i både det fria soloprogrammet och det tekniska soloprogrammet. Freund tog även silver tillsammans med Brianna Vergara i både det fria parprogrammet och det tekniska parprogrammet samt var en del av SK Neptuns lag som tog silver i fri kombination.
I juli 2023 tävlade Freund vid VM i Fukuoka, där hon slutade på 14:e plats i damernas fria soloprogram. Det var den bästa placeringen genom tiderna av en svensk i damernas fria soloprogram.
Vid VM 2024 i Doha slutade Freund på 17:e plats i både det fria och tekniska soloprogrammet samt på sjunde plats i tekniska programmet för mixade par tillsammans med David Martinez. Vid SM 2024 i Örebro tog hon guld i både det fria och tekniska soloprogrammet, i mixpar med David Martinez samt i det fria lagprogrammet. Vid EM 2024 i Belgrad slutade Freund på nionde plats i det tekniska soloprogrammet, 10:e plats i det fria soloprogrammet och på åttonde plats i tekniska programmet för mixade par tillsammans med David Martinez.